# Lina (wspinaczka)

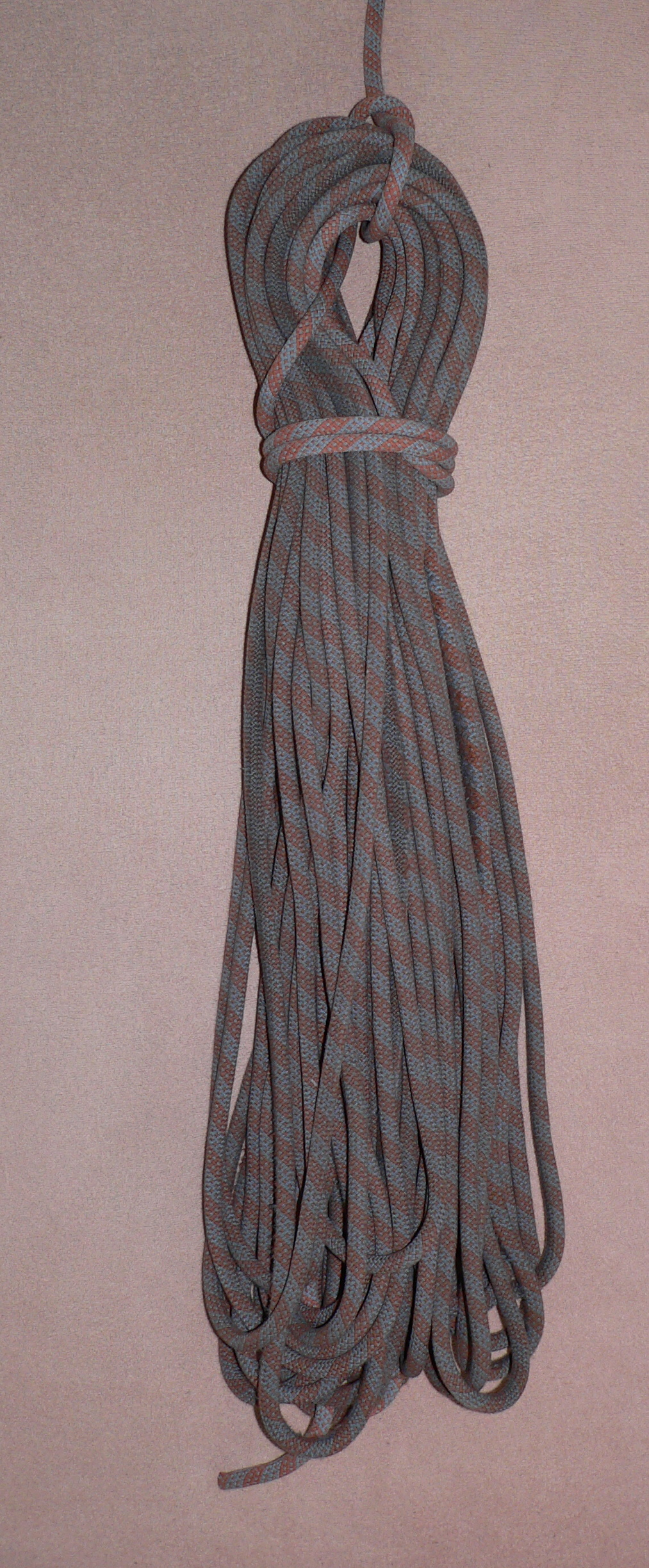
Lina wspinaczkowa

Lina – we wspinaczce pełni różnorodne, ważne funkcje techniczne, a także jest symbolem więzi łączącej partnerów w zespole wspinaczkowym „na dobre i na złe”.

## Funkcje liny

### Asekuracyjna
Jest podstawowym składnikiem łańcucha asekuracyjnego, spełnia w nim rolę amortyzatora, czyli urządzenia pochłaniającego energię upadku wspinacza. W tym celu powinna być na tyle elastyczna by rozciągając się łagodnie powstrzymać upadek. Taką elastyczną linę nazywa się też liną dynamiczną.

### Komunikacyjna
Służy do zjazdu po linie, czyli kontrolowanego przemieszczania się w dół, oraz wychodzenia (podchodzenia) po linie za pomocą przyrządów zaciskowych. Możliwa jest też komunikacja pozioma za pomocą trawersu tyrolskiego czy też ukośna. Lina używana do celów komunikacyjnych i transportowych nie powinna się rozciągać pod obciążeniem roboczym.

### Transportowa
Służy do transportu wyposażenia, tak w pionie, jak i w poziomie. Nie powinna się rozciągać pod obciążeniem roboczym.

### Pomocnicza
Lina pomocnicza występuje jako linka, pętla, repsznur, taśma. Używana jest do pętli i taśm asekuracyjnych, pomocniczych, linki lawinowej.

## Rodzaje i zastosowanie

### Liny dynamiczne
Ich konstrukcja gwarantuje, że podczas hamowania upadku wspinacza przeciążenia działające na niego nie przekroczą 12 g.
- Lina pojedyncza – ma zwykle 50 do 70 metrów długości i około 9–12 milimetrów średnicy, asekuracja odbywa się na jednej żyle liny. Jej główne zalety to łatwość używania i niska waga.
- Lina podwójna – zwana też połówkową, jest cieńsza (około 8–9 milimetrów). Używa się złożonej na pół jednej żyły długości do 120 metrów, lub dwóch lin o długościach do 60 metrów. W pewnych szczególnych przypadkach można asekurować się jedną żyłą liny podwójnej. Liny te zapewniają większe bezpieczeństwo oraz umożliwiają szybszą ewakuację, zwykle używane są w rejonach wspinaczkowych o górskim charakterze.
- Lina bliźniacza – jeszcze cieńsze (około 7–8 milimetrów) dwie żyły o sumarycznej długości do 120 metrów używane zawsze razem, podwójnie. Obecnie tracą na popularności.
- Liny lodowcowe – przeznaczone do asekuracji w terenie, gdzie potencjalne odpadnięcie nie będzie ciężkie (współczynnik odpadnięcia < 1)

### Liny statyczne
Mało elastyczne, posiadają bardzo małe własności dynamiczne – zdolności do pochłaniania energii upadku. Używane przeważnie w speleologii do celów komunikacyjnych i transportowych, długości do 200 metrów.

## Budowa

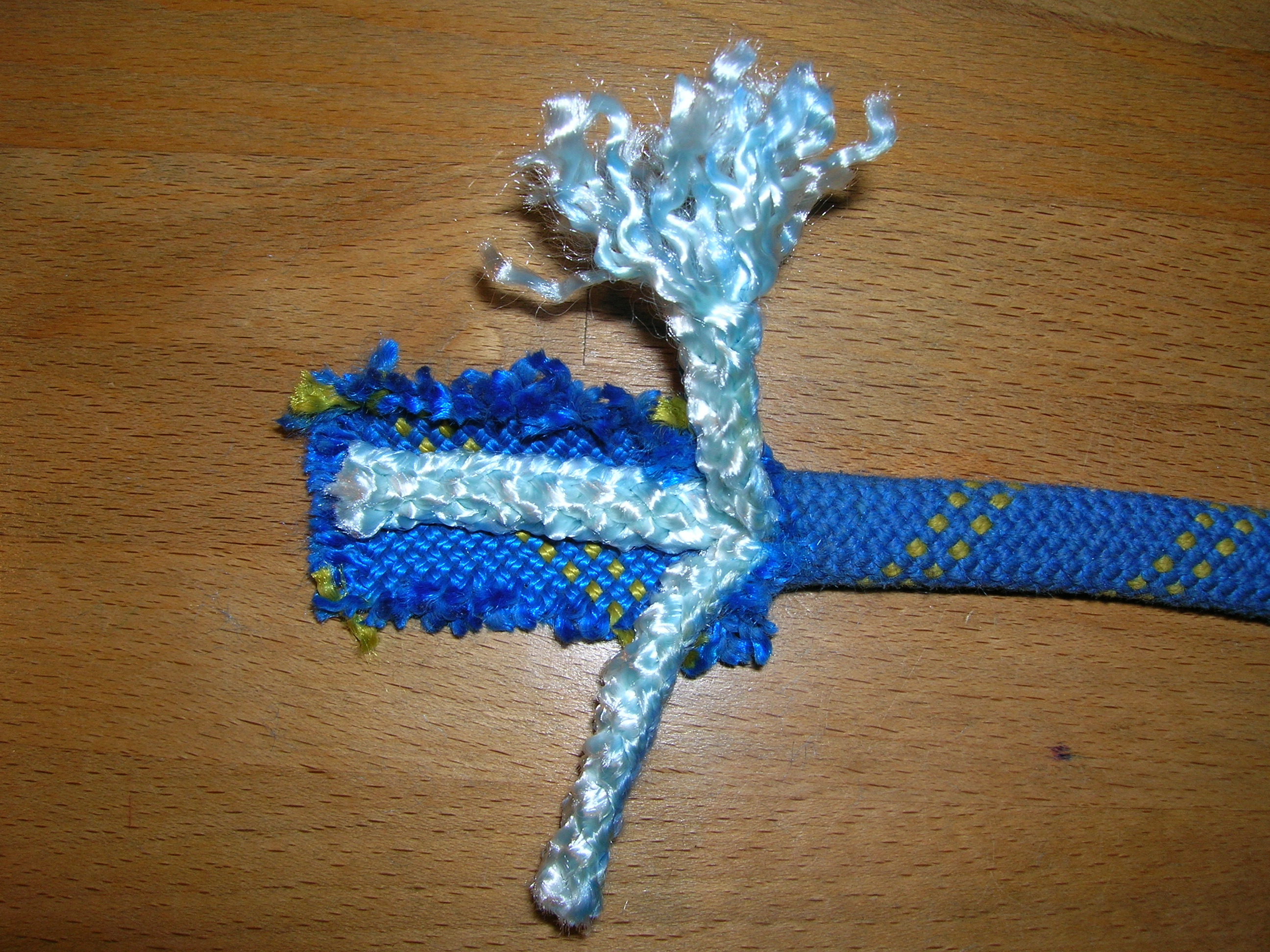
Oplot (płaszcz zewnętrzny) i rdzeń liny wspinaczkowej

### Konstrukcja
Współcześnie używane liny asekuracyjne zbudowane są z rdzenia składającego się z kilkunastu żył chronionego przez oplot. Zwykle są one impregnowane. Elementem, który zapewnia wytrzymałość, jest rdzeń, a oplot wyłącznie chroni rdzeń mechanicznie. Włókna, z których zbudowany jest rdzeń, są długości całej liny.

### Materiały
Liny asekuracyjne obecnie produkowane są z włókien poliamidowych, a dokładniej z nylonu. Do impregnacji najczęściej stosowany jest teflon.

## Konserwacja
Linę należy przechowywać w suchym, chłodnym, ciemnym i przewiewnym miejscu. Mocno zabrudzone można wypłukać w chłodnej wodzie (można użyć delikatnego mydła) i wysuszyć nie podgrzewając i nie na słońcu. Najlepiej trzymać je w worku na linę chroniącym przed zabrudzeniem i uszkodzeniami mechanicznymi. Nie wolno narażać liny na kontakt z kwasami i zasadami.

## Historia
Początkowo lina służyła do asekuracji idącego na drugiego członka zespołu i do ewakuacji. Liny produkowano z włókien naturalnych, ich długość sięgała 25–30 metrów.

## Normy dla lin
Aktualnie obowiązującą normą określającą wytrzymałość lin wspinaczkowych jest norma EN 892.

### Liny dynamiczne
Liny pojedyncze
Liczba odpadnięć UIAA minimalnie 5
Siła graniczna maksymalnie 12 kN
Posuw oplotu maksymalnie ± 1%
Wydłużenie statyczne maksymalnie 10%
Wydłużenie dynamiczne maksymalnie 40%
Liny podwójne – tak jak liny pojedyncze oprócz:
Siła graniczna maksymalnie 8 kN
Liny bliźniacze – tak jak liny pojedyncze oprócz:
Liczba odpadnięć UIAA minimalnie 12